# Gustaf Gustafson
Gustaf Viktor Gustafson, född 5 september 1852 i Törnsfalls församling, Kalmar län, död 26 april 1936 i Linköpings församling, Östergötlands län, var en svensk präst.

## Biografi
Gustaf Gustafson föddes 1852 i Törnsfalls församling. Han var son till hemmansägaren Gustaf Svensson på Svinnersbo och Christina Maria Holm. Gustafson studerade i Västervik och Linköping. Han blev höstterminen 1871 student vid Uppsala universitet och avlade 31 januari 1874 teoretisk teologisk examen och 16 december 1874 praktisk teologisk examen. Gustafsson prästvigdes 26 juli 1876 och blev 1 maj 1879 tillförordnad brukspredikant vid Gusums bruk. Han blev 27 februari 1880 komminister i Åtvids församling, tillträdde 1881 och 4 juni 1892 komminister i Norrköpings Hedvigs församling, tillträdde 1894. Gustafson predikade vid prästmötet 1902. Han blev 13 juni 1903 kyrkoherde i Gryts församling, tillträdde direkt och blev 28 januari 1914 kontraktsprost i Hammarkinds kontrakt.

### Familj
Gustafson gifte sig 21 juli 1882 med Elin Sofia Westerberg (1853–1913), dotter till brukspatronen Edvard Theodor Westerberg på Gusums bruk och Dorothea Amalia Ekerman. De fick tillsammans barnen läraren Gustaf Elis Gustavi (född 1883) vid Ludvika kommunala mellanskola, läraren Gerda Anna Maria Gustavi (född 1884) vid Hampnäs folkhögskola, rektorn Martin Gustaf Gustavi (född 1886) vid Ludvika kommunala mellanskola, Gustaf Teodor Gustavi (1888–1901) och Ester Amalia Gustavi (1891–1915).